# Qinghai
 Ovo je glavno značenje pojma Qinghai. Za jezero po kojem je pokrajina dobila ime pogledajte Qinghai (jezero).
Qinghai (kin.: 青海, Qīnghǎi - "plavo more") je prostrana i slabo naseljena pokrajina na zapadu Narodne Republike Kine. Površina pokrajine je 721 000 kvadratnih kilometara (7,51% kineskog teritorija), gdje je 2010. živjelo 5,6 milijuna stanovnika. Glavni grad je Xining. Provincija je dobila ime po istoimenom jezeru, Qinghai, koje je najveće jezero u Kini.
Qinghai se nalazi u sjeveroistočnom dijelu Tibetanske visoravni. U središnjem dijelu provincije izvire rijeka Huang Ho, dok Jangce i Mekong izviru u njenom jugozapadnom dIJelu. Srednja nadmorska visina iznosi 3000 metara. Srednje godišnje temperature su između -5 i 8°C.
Od ukupno 5,6 milijuna stanovnika, 54,5% su Han Kinezi, 20,87% Tibetanci, 16% Huej, 4% narod Tu.
Gospodarstvo provincije Qinghai jedno je od najnerazvijenijih u Kini. BNP je 2010. iznosio 20,0 milijardi dolara.

## Galerija
- Satelitska snimka
- Vađenje nafte
- Džamija u glavnom gradu Xiningu.
- Satelitska snimka jezera Qinghai.